# 川治村 (新潟県)
川治村（かわじむら）は、かつて新潟県中魚沼郡に存在した村。

## 沿革
- 1889年（明治22年）4月1日 - 町村制施行に伴い、中魚沼郡川治村、北新田、高山村（一部）が合併し、川治村が成立。
- 1901年（明治34年）11月1日 - 中魚沼郡河内村と合併し、川治村を新設。
- 1954年（昭和29年）3月31日 - 中魚沼郡十日町、中条村、六箇村と合併し、市制施行して十日町市となり消滅。